# Penestomus
Famille
Genre
Synonymes
- Wajane Lehtinen, 1967

Penestomus est un genre d'araignées aranéomorphes, le seul de la famille des Penestomidae.

## Distribution
Les espèces de ce genre se rencontrent en Afrique du Sud et au Lesotho.

## Description
Les espèces de cette famille mesurent de 4 à 6 mm.

## Paléontologie
Cette famille n'est pas connue à l'état fossile.

## Liste des espèces
Selon World Spider Catalog (version 23.0, 16/04/2022) :
- Penestomus armatus (Lehtinen, 1967)
- Penestomus croeseri Dippenaar-Schoeman, 1989
- Penestomus egazini Miller, Griswold & Haddad, 2010
- Penestomus kruger Miller, Griswold & Haddad, 2010
- Penestomus montanus Miller, Griswold & Haddad, 2010
- Penestomus planus Simon, 1902
- Penestomus prendinii Miller, Griswold & Haddad, 2010
- Penestomus stilleri (Dippenaar-Schoeman, 1989)
- Penestomus zulu Miller, Griswold & Haddad, 2010

## Systématique et taxinomie
Ce genre a été décrit par Simon en 1902 dans les Eresidae. Il est placé dans la sous-famille des Penestominae par Simon en 1903. Elle est élevée au rang de famille par Miller, Carmichael, Ramírez, Spagna, Haddad, Rezác, Johannesen, Král, Wang et Griswold en 2010.
Wajane a été placé en synonymie par Miller, Griswold et Haddad en 2010.
Cette famille rassemble neuf espèces dans un genre.

## Publications originales
- Simon, 1902 : « Descriptions de quelques arachnides nouveaux de la section de Cribellatés. » Bulletin de la Société Entomologique de France, vol. 1902, p. 240-243 (texte intégral).
- Simon, 1903 : Histoire naturelle des araignées. Paris, vol. 2, p. 669-1080 (texte intégral).